# České Meziříčí
České Meziříčí (en allemand : Böhmisch Meseritsch) est une commune du district de Rychnov nad Kněžnou, dans la région de Hradec Králové, en Tchéquie. Sa population s'élevait à 2 037 habitants en 2024.

## Géographie
České Meziříčí se trouve à 9 km à l'ouest de Dobruška, à 18 km au nord-est de Hradec Králové, à 22 km au nord-ouest de Rychnov nad Kněžnou et à 117 km à l'est-nord-est de Prague.

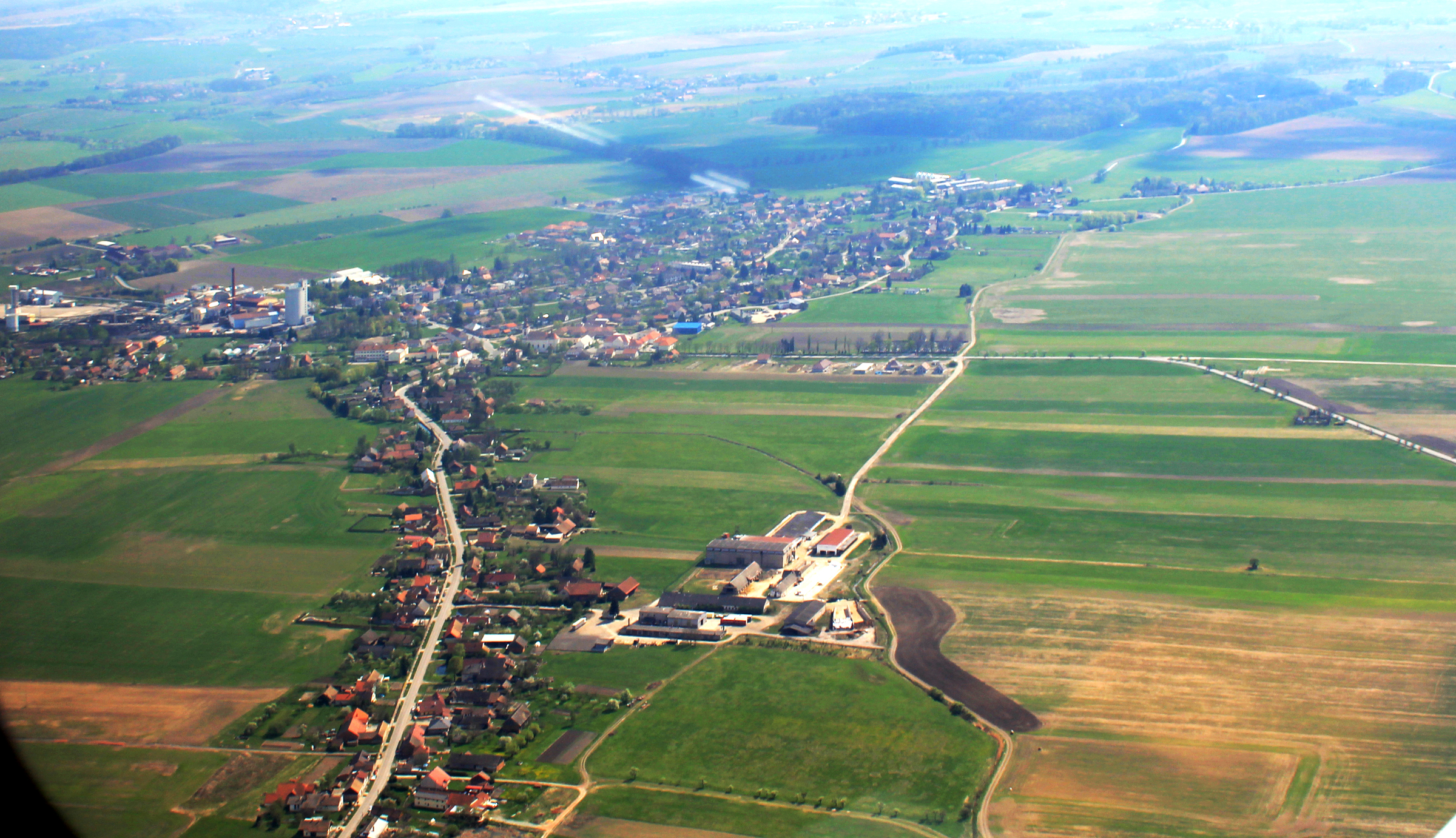
České Meziříčí : vue aérienne.

La commune est limitée par Jasenná, Rohenice et Bohuslavice au nord, par Pohoří et Opočno à l'est, par Mokré au sud-est, par Očelice, Vysoký Újezd et Jílovice au sud, et par Výrava et Králova Lhota à l'ouest.

## Histoire
La première mention écrite de la localité date du XIVe siècle.

## Administration
La commune se compose de trois sections :
- České Meziříčí
- Skršice
- Tošov

## Galerie

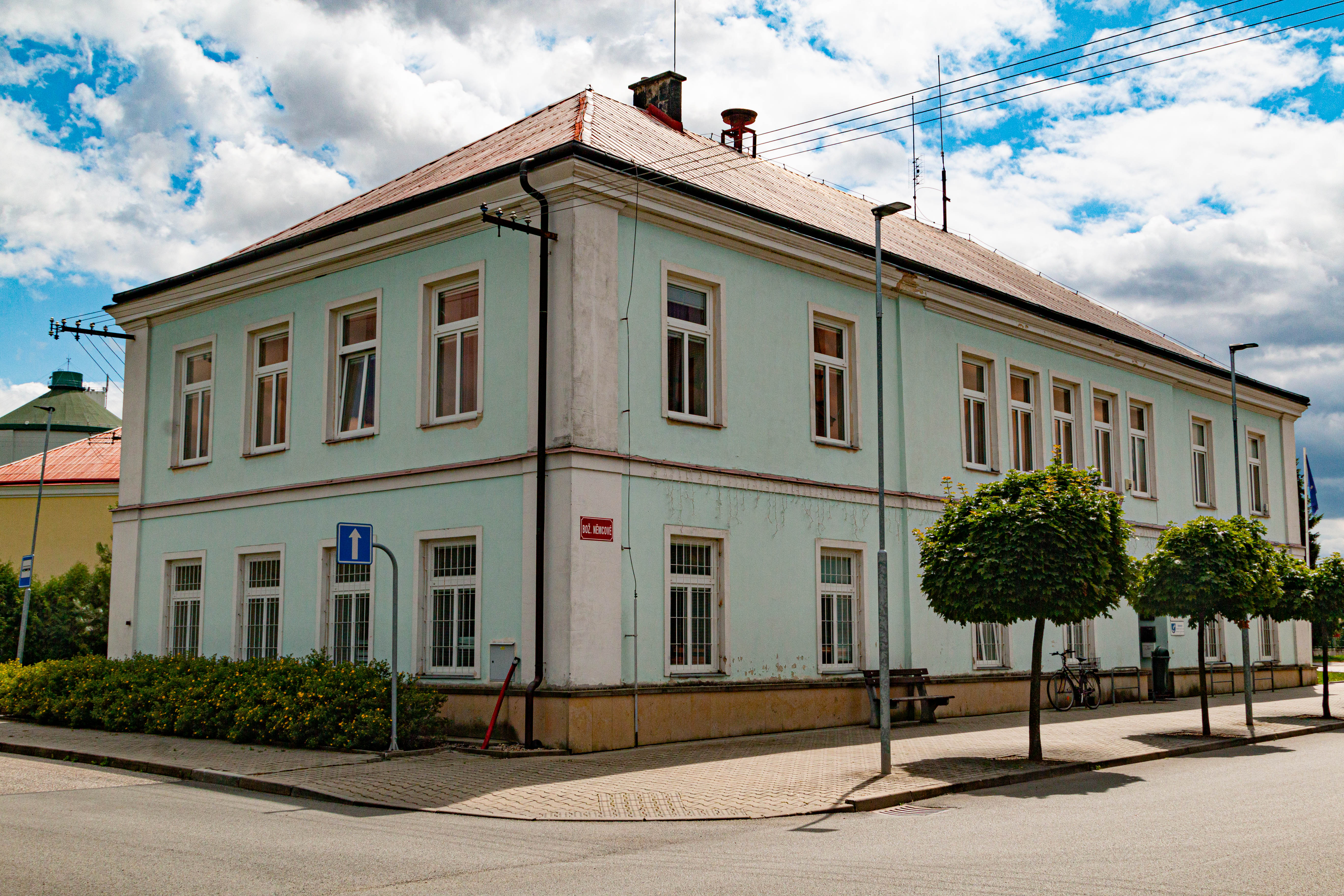
České Meziříčí : la mairie.
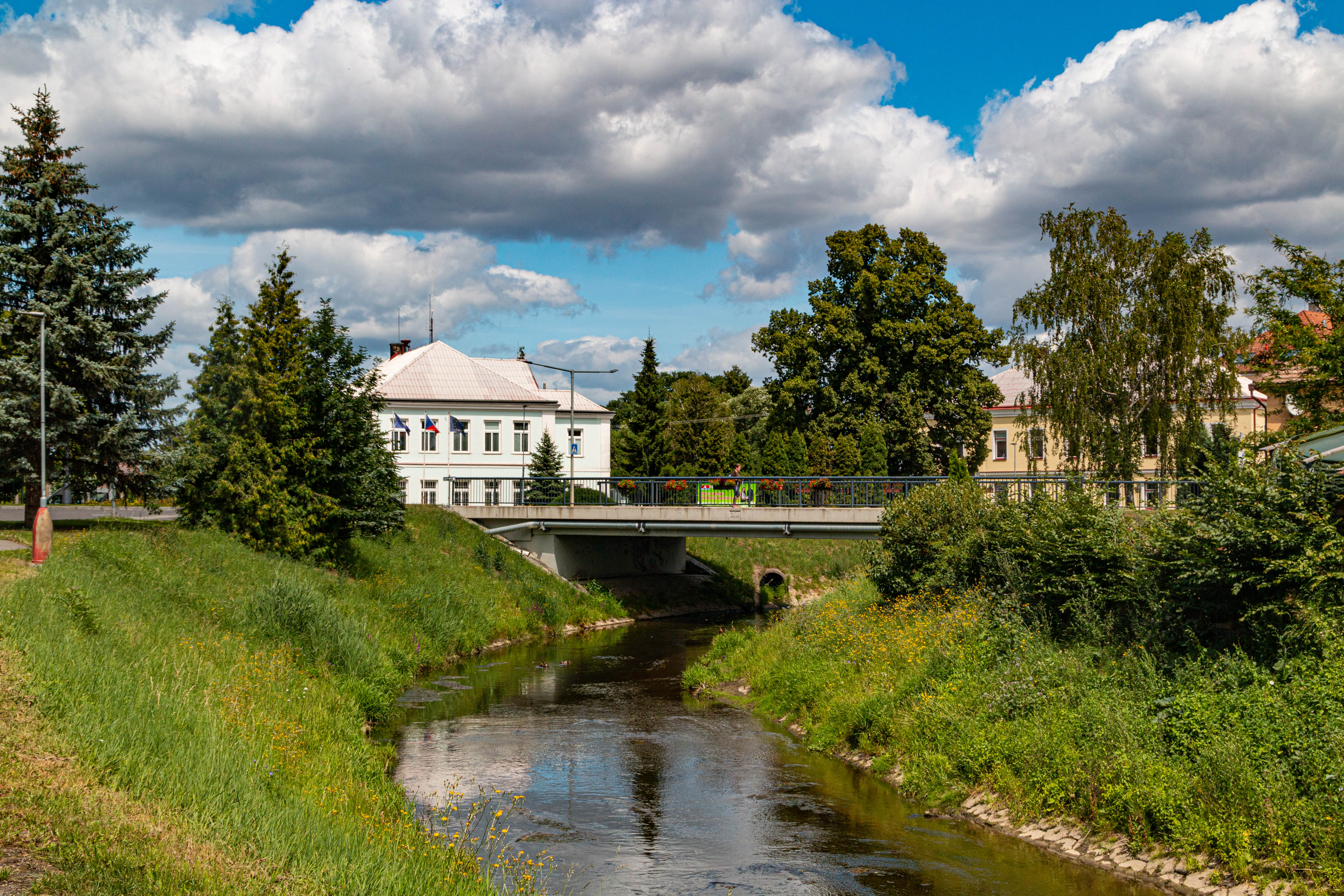
Rivière Dědina.

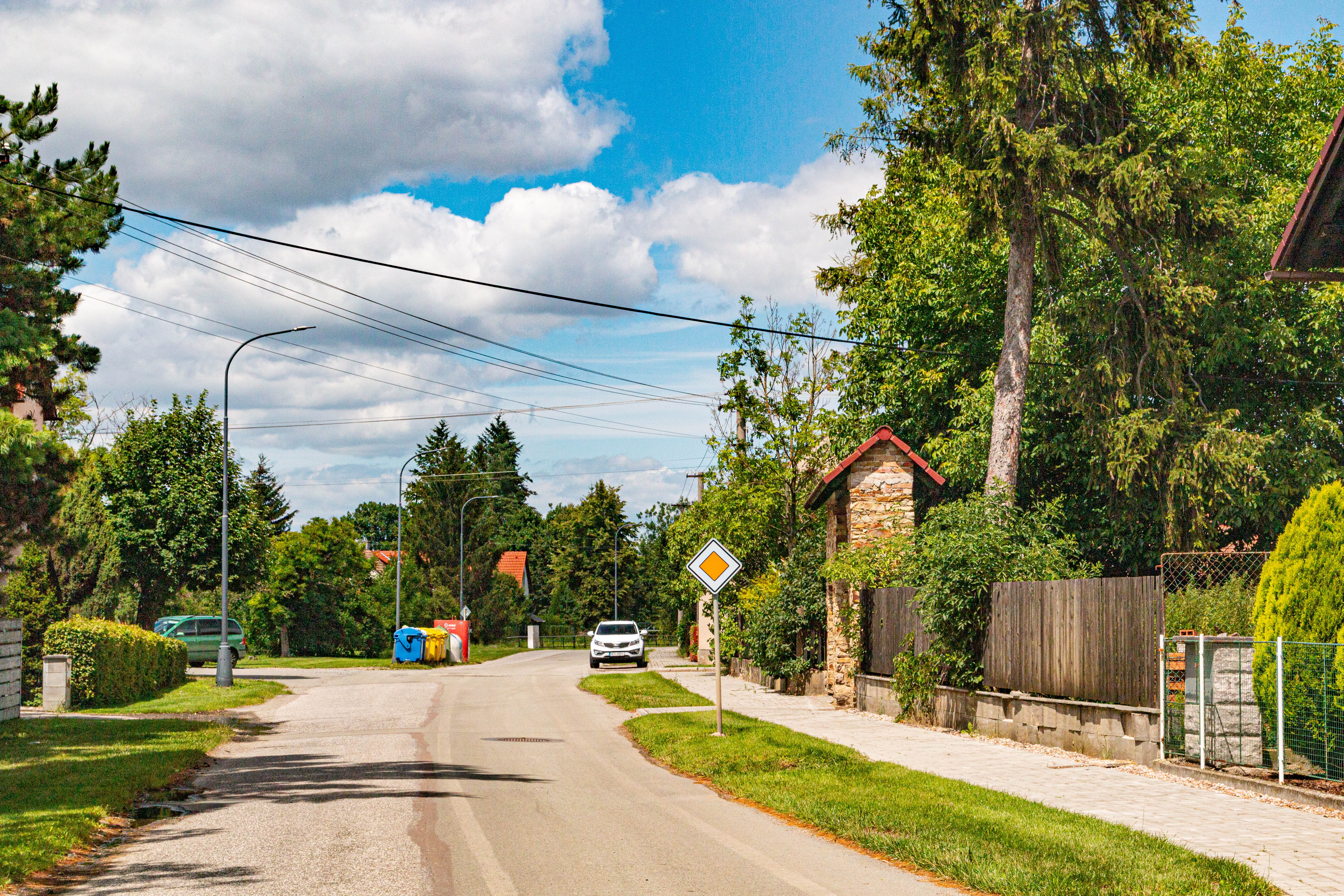
Rue Julia Fučíka.
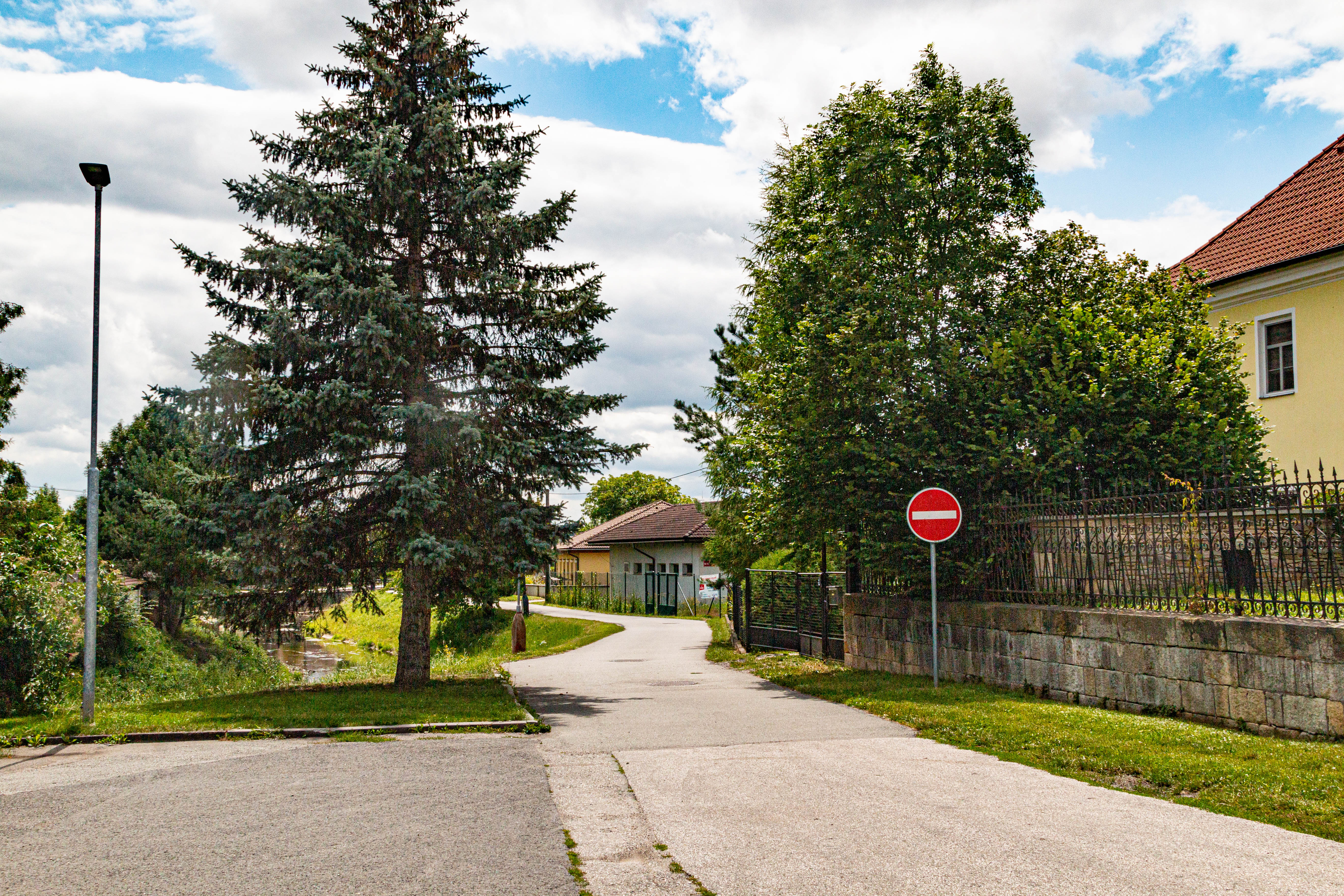
Rue Na Nábřeží.

## Transports
Par la route, České Meziříčí se trouve à 10 km de Dobruška, à 21 km de Hradec Králové, à 26 km de Rychnov nad Kněžnou et à 141 km de Prague. 